# Municipio de Scipio (condado de Meigs)
El municipio de Scipio (en inglés: Scipio Township) es un municipio ubicado en el condado de Meigs en el estado estadounidense de Ohio. En el año 2010 tenía una población de 1318 habitantes y una densidad poblacional de 13,53 personas por km².

## Geografía
El municipio de Scipio se encuentra ubicado en las coordenadas 39°9′8″N 82°8′24″O / 39.15222, -82.14000. Según la Oficina del Censo de los Estados Unidos, el municipio tiene una superficie total de 97.4 km², de la cual 97,4 km² corresponden a tierra firme y (0 %) 0 km² es agua.

## Demografía
Según el censo de 2010, había 1318 personas residiendo en el municipio de Scipio. La densidad de población era de 13,53 hab./km². De los 1318 habitantes, el municipio de Scipio estaba compuesto por el 98,94 % blancos, el 0,08 % eran afroamericanos, el 0,08 % eran amerindios, el 0,23 % eran asiáticos y el 0,68 % eran de una mezcla de razas. Del total de la población el 0,08 % eran hispanos o latinos de cualquier raza.